# Fürstenwall 3b (Magdeburg)

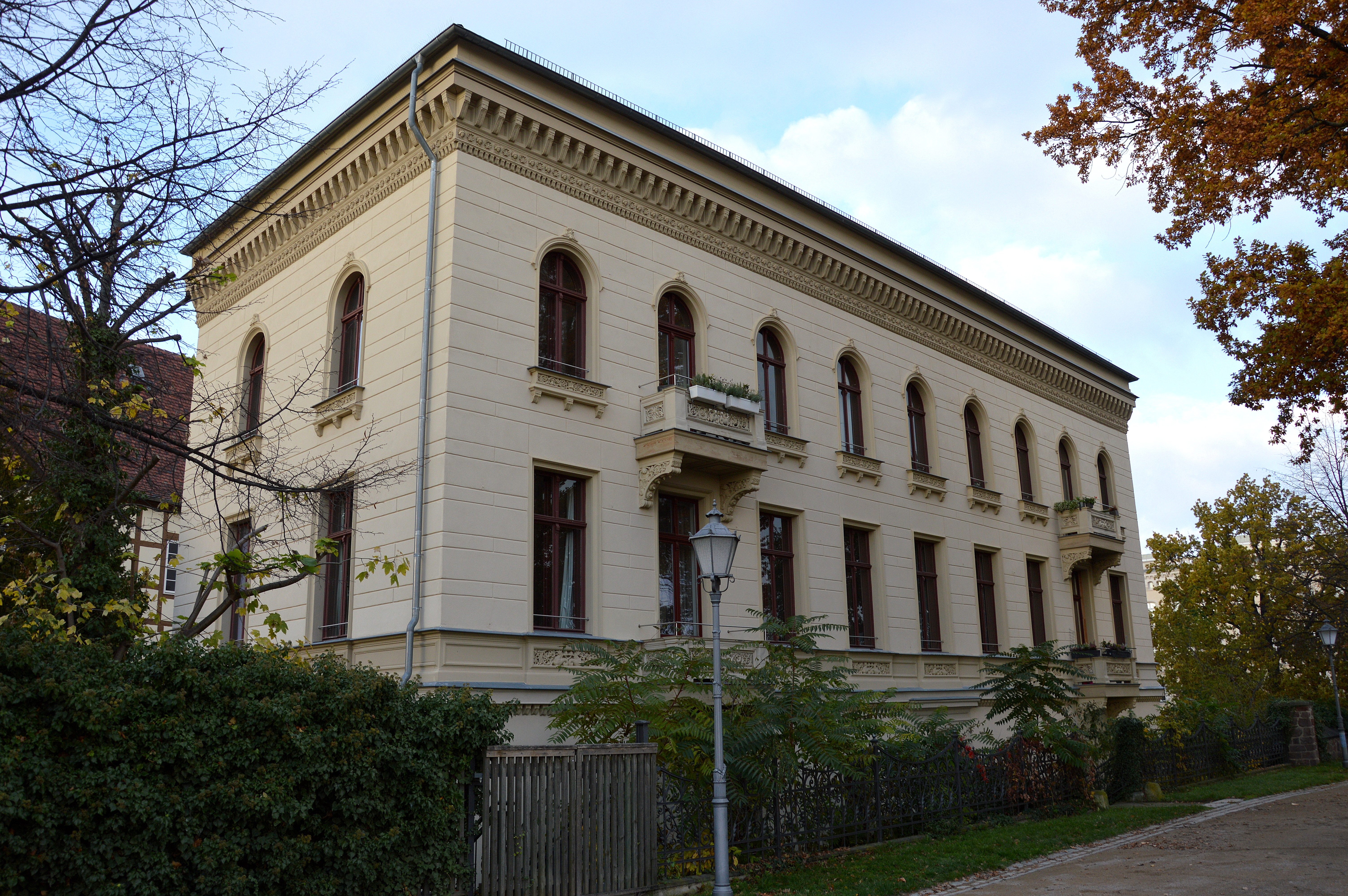
Haus Fürstenwall 3b

Das Haus Fürstenwall 3b ist ein denkmalgeschütztes Wohnhaus in Magdeburg in Sachsen-Anhalt. Teile des Hauses werden als Restaurant Hoflieferant gastronomisch genutzt.

## Lage
Es befindet sich in der Magdeburger Altstadt westlich des Fürstenwalls, östlich des Magdeburger Doms.

## Gestaltung und Geschichte
Auf Stadtplänen ist dieser Bereich ab dem Jahr 1821 als Russisches Dampfbad eingetragen. Der heutige verputzte Bau entstand in der Zeit um 1850 im Stil der italienischen Frührenaissance. Um 1852 erfolgte für den Unternehmer R. Engel ein Umbau des Hauses, der mit einer Aufstockung des dann dreigeschossigen Gebäudes verbunden war. Da der Fürstenwall sich gegenüber der Umgebung heraushebt und das Gebäude außerhalb des Walls steht, wirkt das Haus vom Fürstenwall aus so, als wäre es nur zweigeschossig. Vom Fürstenwall aus bestehen zwei Zugänge, die in das erste Obergeschoss führen. Vom nördlich gelegenen Möllenvogteigarten ist hingegen auch das Erdgeschoss und damit die Dreigeschossigkeit zu erkennen.
Der Baukörper des Hauses ist quaderförmig, die Fassade ist in den Formen eines florentinischen Palazzos gestaltet. Im obersten Geschoss bestehen große Rundbogenfenster. Auffällig ist das markant ausgebildete Konsolgesims. Bedeckt wird der Bau von einem flachen Walmdach. Die Gestaltung lehnt sich an Architektur Berliner Wohnhäuser an, wie sie nach Ende des Klassizismus dort üblich war. Es ist das einzig erhalten Gebäude dieser Architekturform in Magdeburg. Das Gebäude gilt darüber hinaus als städtebaulich bedeutsam.
Im örtlichen Denkmalverzeichnis ist das Wohnhaus unter der Erfassungsnummer 094 70015 als Baudenkmal verzeichnet.